# Liu Sung-pan

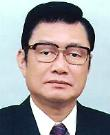
Liu Sung-pan

Liu Sung-pan (chinesisch 劉松藩, Pinyin Liú Sōngfán; * 3. Dezember 1931 in Dajia, Taichung, damals Japanisches Kaiserreich; † 18. November 2016 in Los Angeles, USA) war ein taiwanischer Politiker. Von 1992 bis 1999 war er der Präsident des Legislativ-Yuans. Liu war der erste in Taiwan geborene Parlamentspräsident der Republik China.

## Politische Karriere
Liu Sung-pan wurde 1973 erstmals als Abgeordneter der Kuomintang für den Wahlbezirk Taichung in den Legislativ-Yuan gewählt. 1987 gründete er eine taiwanisch-amerikanische Parlamentariergruppe, um die Beziehungen zwischen den beiden Ländern zu verstärken. 1992 wurde er vom ersten rein taiwanischen Legislativ-Yuan zum Parlamentspräsidenten gewählt.
1999 entschied er sich, James Soongs unabhängige Präsidentschaftskandidatur zu unterstützen, und wurde dafür aus der Kuomintang ausgeschlossen. Nach der Präsidentschaftswahl beteiligte er sich am Aufbau Soongs neuer Partei, der Qinmindang.
Nach seiner Karriere als Parlamentspräsident engagierte Liu sich stark in internationalen Themen. 2000 startete er eine transnationale Parlamentarierinitiative zur Unterstützung der Demokratiebewegung in Myanmar mit, 2003 beteiligte er sich an einer überparteilichen Delegationsreise nach Europa, um für den Beitritt Taiwans in die WHO zu werben. Ebenso engagierte er sich weiterhin für die Beziehungen zu den USA und den Austausch mit Festlandchina.

## Kuangsan-Group-Korruptionsskandal
Während seiner Zeit als Präsident des Legislativ-Yuans unterstützte Liu den Manager der Kuangsan Group Tseng Cheng-jen bei dessen Bemühungen, an einen Kredit in Höhe von 1,5 Milliarden Taiwan-Dollar der Taichung Business Bank zu kommen. Tseng wurde später wegen diverser Unterschlagungen in Höhe von ungefähr 20 Milliarden Taiwan-Dollar zu 20 Jahren Haft verurteilt. Als Gegenleistung für die Kreditvergabe erhielt Liu von Tseng 150 Millionen Taiwan-Dollar. Dieses Geld nutzte Liu, um Abgeordnete zu bestechen, um für ihn als Parlamentspräsidenten zu stimmen. Im Rahmen der Ermittlungen wurde einen Monat vor der Präsidentschaftswahl Lius Residenz durchsucht. Dieser warf den Behörden vor, dass die Untersuchung aus politischen Motiven erfolgt sei, da er sich von der Kuomintang abgewandt hatte und Soong unterstützte. Liu wurde 2003 zu vier Jahren Haft und einer Geldstrafe von 30 Millionen Taiwan-Dollar verurteilt. Einen Tag nach der Urteilsverkündung erklärte Liu, dass er sein Abgeordnetenmandat im Legislativ-Yuan niederlege. Liu trat die Haftstrafe in Taiwan jedoch nicht an, weil er sich zur Urteilsverkündung in den USA befand, wo er am Parteitag der Republikaner teilnahm. Die taiwanischen Behörden meldeten ihn daraufhin als flüchtig und ersuchten seine Auslieferung bei den US-Behörden. Lius Anwalt vermeldete jedoch, dass Liu einen Herzinfarkt hatte und seine Ärzte ihm untersagt hatten, den Flug nach Taiwan anzutreten. Liu trat die Haftstrafe nie an. Er verstarb 2016 in den USA.